# مایلز، کوئینزلند
مایلز (به انگلیسی: Miles) یک شهرک در استرالیا است که در کوئینزلند واقع شده‌است.